# أذينة مرجية
أذينة مرجية (الاسم العلمي: Phlomis pratensis) هو نوع نباتي يتبع جنس الأذينة من الفصيلة الشفوية.